# Entença (metropolitana di Barcellona)
Entença è una stazione della linea 5 della metropolitana di Barcellona situata sotto la carrer Rosselló nel distretto dell'Eixample di Barcellona.
La stazione entrò in servizio nel 1969 come parte dell'allora Linea V con il nome di 'Entenza fino a quando nel 1982 con il riordino delle linee passò all'attuale linea 5 e assunse l'attuale denominazione in catalano.